# رود تانجین
رود تانجین (به لاتین: Tenjin River) یک رود در ژاپن است که در استان توتوری واقع شده‌است.